# Isaac I Comneno
Isaac I Comneno (c. 1005 - 1061) fue emperador bizantino de 1057 a 1059. Fue el primer emperador de la dinastía Comneno.
Isaac era hijo de Manuel Comneno, un oficial del emperador Basilio II que en su lecho de muerte había encomendado a sus dos hijos, Isaac y Juan, al emperador. Este se había encargado de que los dos recibiesen una esmerada educación en el monasterio de Studion; más adelante, les dio importantes cargos en el ejército. En 1057 era el comandante en jefe del ejército bizantino, y encabezó una rebelión contra el emperador Miguel VI. El 8 de junio de ese año fue proclamado emperador por sus tropas y elevado sobre un escudo, según la antigua tradición militar. El 20 de agosto de ese mismo año derrotó a las tropas de Miguel VI, y el 1 de septiembre entró triunfante en Constantinopla, siendo coronado por el Patriarca en Santa Sofía.. 
Se propuso reformar el ejército para recuperar para el Imperio la grandeza de la época de Basilio II. Para recaudar fondos, comenzó a confiscar propiedades a la aristocracia latifundista, que se había enriquecido enormemente en los años de crisis que siguieron a la muerte de Basilio II, en 1025. Intentó también confiscar propiedades de la Iglesia, lo que produjo su enfrentamiento con el patriarca de Constantinopla Miguel I Cerulario, que había sido antes partidario suyo y había trabajado activamente para su entronización. Como el patriarca amenazase a Isaac con destituirlo, el emperador lo hizo detener y lo envió al exilio el 8 de noviembre de 1058. Como Cerulario se negase a renunciar a su cargo, Isaac hizo que se convocase formalmente un sínodo para destituirlo. El patriarca murió antes de que el sínodo pudiera dictar sentencia, pero el pueblo de Constantinopla lo consideró un mártir. Poco más de un año después de comenzar su reinado, Isaac se encontraba con la oposición frontal de la aristocracia, de la Iglesia y del pueblo de Constantinopla; sólo el ejército continuaba siéndole leal. 
Realizó una única expedición militar durante su breve reinado, en 1059, contra el Reino de Hungría y los pechenegos, que amenazaban tanto las fronteras húngaras como las septentrionales del Imperio. A finales de 1059, cuando se encontraba cazando, enfermó repentinamente, y nombró como sucesor, apremiado por Miguel Psellos, a Constantino Ducas. Murió en 1061, tras haber tomado el hábito de monje en Studion, donde se dedicó a los estudios literarios.